# Flavio Manzoni
Flavio Manzoni, född 7 januari 1965 i Nuoro på Sardinien, är en italiensk arkitekt och bildesigner.
Manzoni studerade arkitektur vid Universitetet i Florens. 1993 fick han anställning som designer hos Lancia. Senare arbetade han för hela Fiat-gruppen. 2006 gick Manzoni till Volkswagen Group som chefsdesigner och därifrån vidare till Ferrari 2010 i samma roll.